# Измайлов, Алексей Рафекович
Алексе́й Ра́фекович Изма́йлов (род. 17 декабря 1970[…], Рыбинск, Ярославская область) — российский легкоатлет-сверхмарафонец, чемпион (2006) и серебряный призёр (2007) чемпионата мира в командном зачете, чемпион в командном и бронзовый призёр в личном зачете чемпионата Европы (2007), пятикратный чемпион (2003, 2005—2008) и бронзовый призёр чемпионата России (2009) в беге на 100 км. Мастер спорта России международного класса (2005), заслуженный мастер спорта России (2010).

## Образование
Закончил Рыбинский государственный авиационный технический университет имени П. А. Соловьёва.

## Награды
Приказом Минспорттуризма РФ от 09 февраля 2010 года № 6-нг присвоено почётное звание заслуженный мастер спорта России.

## Результаты

### Соревнования
- в/к — вне конкурса

| Год  | Соревнование     | Город        | Дата        | Дистанция | Результат              | Место    |
| ---- | ---------------- | ------------ | ----------- | --------- | ---------------------- | -------- |
| 2003 | Чемпионат Европы | Черноголовка | 19 апреля   | 100 км    | 6:56.30                | 16 (в/к) |
| 2005 | Чемпионат Европы | Винсхотен    | 10 сентября | 100 км    | 6:54.40                | 6        |
| 2006 | Чемпионат мира   | Мисари       | 8 октября   | 100 км    | 6:53.20 (личный зачёт) | 6        |
| 2006 | Чемпионат мира   | Мисари       | 8 октября   | 100 км    | (командный зачёт)      | I        |
| 2007 | Чемпионат мира   | Винсхотен    | 8 сентября  | 100 км    | 6:45.10 (личный зачёт) | 5        |
| 2007 | Чемпионат мира   | Винсхотен    | 8 сентября  | 100 км    | (командный зачёт)      | II       |
| 2007 | Чемпионат Европы | Винсхотен    | 8 сентября  | 100 км    | 6:45.10 (личный зачёт) | III      |
| 2007 | Чемпионат Европы | Винсхотен    | 8 сентября  | 100 км    | (командный зачёт)      | I        |
| 2008 | Чемпионат мира   | Тарквиния    | 8 ноября    | 100 км    | DNF (90 км)            | —        |
| 2008 | Чемпионат Европы | Тарквиния    | 8 ноября    | 100 км    | DNF (90 км)            | —        |
| 2009 | Чемпионат мира   | Торхаут      | 19—20 июня  | 100 км    | 6:58.46 (личный зачёт) | 10       |
| 2009 | Чемпионат Европы | Торхаут      | 19—20 июня  | 100 км    | 6:58.46 (личный зачёт) | 7        |
| 2011 | Чемпионат мира   | Винсхотен    | 10 сентября | 100 км    | 7:12.21 (личный зачёт) | 16       |
| 2011 | Чемпионат Европы | Винсхотен    | 10 сентября | 100 км    | 7:12.21 (личный зачёт) | 10       |
| 2012 | Чемпионат мира   | Сереньо      | 22 апреля   | 100 км    | 7:06.07 (личный зачёт) | 20       |
| 2012 | Чемпионат Европы | Сереньо      | 22 апреля   | 100 км    | 7:06.07 (личный зачёт) | 14       |

#### Пробеги
- Бронзовый призёр сверхмарафона «Бег по коридорам» (Тверь, 2001)
- Победитель сверхмарафона «La Pobla de Vallbona» (2006)
- Победитель сверхмарафона «Испытай себя» 2006, 2012 (100 км)
- Серебряный призёр сверхмарафона «Кантабрия» (2007)
- Победитель Московского ночного сверхмарафона (2008)
- Бронзовый призёр сверхмарафона «Дель Пассаторе[итал.]» (2008)
- Серебряный призёр сверхмарафона «De Nacht van Vlaanderen[нидерл.]» (2008)

### Комментарии
1. 1 2  Состав команды России: Олег Харитонов — 6:42.02; Алексей Измайлов — 6:53.20; …
2. 1 2 3  Состав команды России: Олег Харитонов — 6:30.22; Алексей Измайлов — 6:45.10; …